# آرثر هارتمان
آرثر هارتمان (بالإنجليزية: Arthur Hartmann)‏ هو عازف كمان وملحن أمريكي، ولد في 22 يوليو 1881 في لوس أنجلوس في الولايات المتحدة، وتوفي في 30 مارس 1956 في نيويورك في الولايات المتحدة.

## وصلات خارجية
- آرثر هارتمان على موقع ميوزك برينز (الإنجليزية)
- آرثر هارتمان على موقع ديسكوغز (الإنجليزية)